# 香港足球本地球員
香港足球的本地球員（英語：Local players）是在香港足球總會定義下的一種球員類型，與外地球員（英語：Foreign players；俗稱「外援」，來自中國大陸的球員亦會被稱為「國援」或「內援」）相對。

## 應用
香港足球總會對本地球員及非本地球員的定義，適用於所有由香港足球總會舉辦的賽事，如香港甲組足球聯賽。
當香港球會參與亞洲足球協會舉辦的球會賽事時，如亞洲聯賽冠軍盃、亞洲足協盃等，不會使用香港足球總會的定義來定義外援，而是有另外一套由亞洲足球協會自行訂立的規則。而球員是否具有代表香港足球代表隊參加國際賽的資格，則是根據國際足協球員代表資格規則，因此會有球員在香港賽事中可註冊為本土球員，但未取得於國際賽事代表香港隊上陣的資格，或者須於亞洲球會賽事中註冊為外援的情況。

## 定義

### 本地球員
2017年7月前，香港足球總會對於本地球員的定義，乃記錄於《香港足球總會規例》（英語：Association Rules of the Hong Kong Football Association Ltd.）的第15條。該段對本地球員的定義如下：

1. 任何在香港出生的人士；
2. 任何純粹為華人血統或帶有華人血統並曾在任何時間至少連續2年通常居於香港的人。；

任何持有中國護照或澳門特別行政區護照且已通常居港連續2年的華人，應提供通常居港的連續2年內，每年沒有離開香港多於90日的證明。；
3. 任何持有中國國籍而親身父親、或親身母親、或親身祖父或外祖父、或親身祖母或外祖母出生於香港特別行政區疆域以內的球員；
4. 任何已通常居港連續7年的人士，而該球員應提供通常居港的連續7年內，每年沒有離開香港多於182日的證明；
5. 任何根據第115章《入境條例》1997年版，被香港入境事務處定義為擁有香港居留權的香港永久性居民；
6. 曾經在國際足協／亞洲足協正式賽事代表香港參賽，根據香港特別行政區入境事務處及根據國際足協及亞洲足協的判定，可代表香港參賽的香港居民；
7. 任何來自中國大陸持單程證到香港的華人。

在2017年7月，新的《香港足球總會球員身份及轉會規則》附件II將本地球員重新定義為合資格代表香港足球代表隊出賽者，但在2017年6月30日或之前已經註冊為本地球員者可以豁免。這使得原本非中國籍的球員，除了連續居港7年成為香港永久性居民外，還要放棄原有國籍，加入中國籍及領取香港特區護照才能註冊為本地球員。

### 外地球員
任何不符合本地球員定義的人士，即屬外地球員。

## 爭議

### 史畢斯事件
在香港出生、具有美國及紐西蘭國籍的球員史畢斯（Shay Spitz）於2012年9月加盟香港球會傑志。由於在香港出生的關係，因此可以本地球員身份於香港足球總會的賽事中註冊。根據《入境條例》，史畢斯在香港從事職業球員須申請工作證，但傑志會方並未為史畢斯申請工作證。事後香港足球總會決定不處分傑志，唯足總主席梁孔德表示有關條例過時，而且有灰色地帶，有需要重新審視。

## 註解
1. ↑  原文為英文。
2. ↑  參照1987年《人民入境條例》附表1
3. ↑  原文為「Chinese passport」。
4. ↑  原文為「Chinese nationality」。
5. ↑  原文為「Chapter 115, Hong Kong Immigration Ordinance of 1997 Ed.」。
6. ↑  原文為「single-way permit」，與單程證的官方英文名稱「One-way Permit」有出入。
7. ↑  原文為「Chinese person」。